# تقييم الموقف
تقييم الموقف أو تحليل ما بعد المشروع هو عملية تهدف إلى تحديد أسباب فشل أو توقف مشروع ما، وكيفية منع تكرار ذلك في المستقبل. وهذا يختلف عن الاستعراض الاسترجاعي الذي يُراجع فيه سلبيات وإيجابيات المشروع.
يشير الدليل المعرفي لإدارة المشاريع إلى عملية تقييم الموقف باعتبارها دروسا مستفادة تهدف إلى إيجاد تحسينات من شأنها التخفيف من المخاطر المستقبلية وتعزيز أفضل الممارسات التكرارية، وغالبًا ما يُعتبر تقييم الموقف مكونًا أساسيًا ومقدمة مستمرة لإدارة المخاطر الفعالة.

## عناصر تحليل المشروع بعد الوفاة
يشمل تقييم الموقف كل من البيانات الكمية وتتضمن التباين بين الوقت المقدر لإنجاز المشروع والوقت الفعلي المستغرق. والبيانات النوعية وتتضمن رضا أصحاب المصلحة، ورضا المستخدم النهائي، ورضا الفريق، وإمكانية إعادة الاستخدام، والجودة المتصورة للمنتجات النهائية.